# Дей ъф дъ Суорд
„Дей ъф дъ Суорд“ е американска музикална група в стил хардкор пънк / ой!. Създадена е през 1995 г. в град Филаделфия, щата Пенсилвания. Тя е основана от Майкъл Бреша, Скот Стедфорд и Кевин Маккарти. Първоначално носи името „Break the Sword“, в превод – „Счупи меча“. Барабаниста на групата Скот Стедефорд е организатор на Арийската републиканска армия, която извършва над 20 банкови обира в щатите на Средния Запад, за да осигури средства за Бялата революция.

## Дискография
Дискографията на Day of the Sword включва студийни албуми, сингли, EP-та и компилации.

### Студийни албуми
| Година на издаване | Заглавие (Формат)          | Музикален издател                              | Каталожен номер | Страна |
| 1995               | Ear To Ear ‎(CD, Album, RP) | White Terror Records, White Terror Productions |                 | САЩ    |
| 1998               | Hail Victory ‎(CD, Album)   | ISD Records                                    | DS 002          | Дания  |

### Сингли и EP-та
| Година на издаване | Заглавие (Формат)              | Музикален издател | Каталожен номер | Страна |
| 2012               | ...To The Bitter End ‎‎(7", Ltd) |                   |                 |        |

### Компилации
| Година на издаване | Заглавие (Формат)                        | Музикален издател | Каталожен номер | Страна   |
|                    | Best Of ISD Attack 1                     | WB Versand        |                 | Германия |
|                    | Day Of The Sword (Cassette, Compilation) | NSR               | NSR 009         | Полша    |